# King's Disease
King's Disease è il dodicesimo album in studio del rapper statunitense Nas, pubblicato il 21 agosto 2020 dalla sua etichetta Mass Appeal Records.
Prodotto interamente da Hit-Boy, presenta diversi ospiti, tra cui il gruppo The Firm, Anderson Paak, ASAP Ferg, Big Sean, Don Toliver e Lil Durk. L'album ha vinto un Grammy Award nella categoria miglior album rap, segnando la prima vittoria di Nas in tale premiazione.

## Tracce
1. King's Disease – 1:52 (testo: Nasir Jones, Chauncey Hollis – musica: Hit-Boy)
2. Blue Benz – 2:21 (testo: Jones, Hollis – musica: Hit-Boy)
3. Car #85 (feat. Charlie Wilson) – 3:29 (testo: Jones, Hollis, Charles Wilson – musica: Hit-Boy)
4. Ultra Black (feat. Hit-Boy) – 3:19 (testo: Jones, Hollis – musica: Hit-Boy)
5. 27 Summers – 1:43 (testo: Jones, Hollis – musica: Hit-Boy)
6. Replace Me (feat. Big Sean & Don Toliver) – 2:51 (testo: Jones, Hollis, Sean Anderson, Caleb Toliver, Rashad Muhammad – musica: Hit-Boy)
7. Til the War is Won – 3:22 (testo: Jones, Hollis, Durk Banks – musica: Hit-Boy)
8. All Bad (feat. Anderson Paak) – 3:49 (testo: Jones, Hollis, Brandon Anderson, Nicholas Race – musica: Hit-Boy)
9. The Definition (feat. Brucie B) – 2:01 (testo: Jones, Hollis, Brucie Robinson – musica: Hit-Boy)
10. Full Circle (feat. The Firm) – 3:52 (testo: Jones, Anthony Cruz, Inga Marchand, Cory McKay, Andre Young, Ryan Martinez, Hollis – musica: Hit-Boy)
11. 10 Points – 3:05 (testo: Jones, Hollis – musica: Hit-Boy)
12. The Cure – 3:53 (testo: Jones, Hollis – musica: Hit-Boy)
13. Spicy (feat. Fivio Foreign & A$AP Ferg) (bonus track) – 2:47 (testo: Jones, Hollis, Maxie Ryles III, Darold Fergurson, Derek Milano – musica: Hit-Boy)

Note
- Dr. Dre non è accreditato come voce aggiuntiva nella traccia Full Circle.